# Suh Seok-kyu
Suh Seok-kyu (* 19. Januar 1983) ist ein ehemaliger südkoreanischer Bahn- und Straßenradrennfahrer.
Suh Seok-kyu gewann bei den Asienspielen 2002 in Busan auf der Bahn die Silbermedaille in der Einerverfolgung und die Goldmedaille mit Cho Ho-sung im Madison. Auf der Straße gewann er 2009 eine Etappe der Tour of Thailand.

## Erfolge

### Straße
2009
- eine Etappe Tour of Thailand

### Bahn
2002
- Asienspielesieger – Zweier-Mannschaftsfahren (mit Cho Ho-sung)
- Asienspiele – Einerverfolgung